# Diego de León metróállomás
Diego de León metróállomás Spanyolország fővárosában, Madridban a madridi metró 4-es, 5-ös és 6-os vonalán.

## Metróvonalak
Az állomást az alábbi metróvonalak érintik:
- 4-es metróvonal
- 5-ös metróvonal
- 6-os metróvonal

## Kapcsolódó állomások
A metróállomáshoz az alábbi állomások vannak a legközelebb:
- Avenida de América (Pinar de Chamartín, 4-es metróvonal)
- Ventas (Alameda de Osuna, 5-ös metróvonal)
- Lista (Argüelles, 4-es metróvonal)
- Núñez de Balboa (Casa de Campo, 5-ös metróvonal)
- Manuel Becerra (Laguna, 6-os metróvonal, külső hurok)
- Avenida de América (Laguna, 6-os metróvonal, belső hurok)